# カタヴィ州
カタヴィ州（カタヴィしゅう）はタンザニアの州である。州都はムパンダ。

## 歴史
2012年にルクワ州北部が分離して設立された。

## 下位行政区画
- Mlele District
- Mpanda District
- Mpimbwe (Distrikt)
- Nsimbo (Distrikt)
- Mpanda (MC)